# Александер Исак
Александер Исак (швед. Alexander Isak; 21. септембар 1999) шведски је фудбалер који игра на позицији нападача. Тренутно наступа за Њукасл јунајтед и за репрезентацију Шведске.

## Клупска каријера
Након што је десет година био у омладинском тиму АИК-а, за сениорски тим дебитовао је у Купу Шведске 2016. године. Исак је на том мечу постигао и гол.
Исак је 23. јануара 2017. године потписао уговор са Борусијом Дортмунд. У Борусији није много играо, што због играња у другом тиму, што због позајмице Вилему II.
Дана 26. августа 2022. године постао је члан Њукасл јунајтеда. Дана 31. августа постигао је гол на свом дебију и проглашен је за играча утакмице у поразу од Ливерпула резултатом 2:1. Дана 23. априла 2023. постигао је два гола у убедљивој победи над Тотенхемом. У првом колу сезоне 2023/24. постигао је два гола у победи над Астон Вилом.

## Репрезентативна каријера
За сениорски тим Исак је дебитовао против Обале Слоноваче. Свој први гол постигао је на другој утакмици против Словачке и тада постао најмлађи стрелац у историји репрезентације Шведске.
Био је уврштен у састав Шведске за Европско првенство 2020.

## Трофеји
Борусија Дортмунд
- Куп Немачке (1) : 2016/17.

Реал Сосиједад
- Куп Шпаније (1) : 2019/20.[9][10]

Њукасл јунајтед
- Лига куп Енглеске (1) : 2024/25.[11]